# Depois Daquela Festa
Depois Daquela Festa é um curta-metragem brasileiro, escrito por Lucas Drummond e Mel Carvalho e dirigido por Caio Scot.

## Sinopse
Léo nunca imaginou que veria seu pai beijando outro homem no meio de uma festa... até isso acontecer. Agora, com a ajuda de Carol, sua melhor amiga, ele precisa encontrar a maneira perfeita de contar para o pai que descobriu o seu segredo.

## Elenco
- Lucas Drummond – Léo
- Mel Carvalho – Carol
- Charles Fricks – Pai
- Alcemar Vieira – Namorado do Pai

## Trajetória
Depois Daquela Festa marcou a estreia de Lucas Drummond e Mel Carvalho como roteiristas. Dirigido por Caio Scot, o filme estreou no 37º REELING: The Chicago LGBTQ International Film Festival, em setembro de 2019, nos Estados Unidos.
Foi selecionado para 62 festivais em 26 países, entre eles dois dos mais prestigiados festivais de filmes LGBTQ+ do mundo: o Inside Out, em Toronto (Canadá), e o BFI FLARE, em Londres (Reino Unido). Ganhou 9 prêmios, entre eles, o Prêmio de Excelência com menção honrosa no IndieFEST Film Awards, em San Diego, nos Estados Unidos; e cinco vezes o Prêmio do Público de Melhor Curta.
Em 2020, foi um dos cinco curtas escolhidos para integrar o #FiveFilms4Freedom, campanha online em defesa dos direitos LGBTQIA+ através do cinema, promovida anualmente pelo British Council em parceria com o British Film Institute. Através deste programa, foi exibido em mais de 110 países e assistido por mais de 500.000 pessoas em 12 dias, tendo sido o segundo curta brasileiro da história a participar da campanha.
Em março de 2021, foi convidado para participar da primeira edição do Curtas Woof, mostra de filmes promovida pelo Scruff. Iniciativa inédita no ambiente de aplicativos, o evento aconteceu entre 05 de março e 10 de abril e disponibilizou oito curtas LGBTQIA+ para visualização gratuita dentro do app no Brasil e em Portugal.
Desde que encerrou sua carreira em festivais, o filme foi licenciado para diversas plataformas de streaming no Brasil e no mundo, entre elas, Spcine play, FilmeFilme, MyDekkoo, Telecine e Globoplay.

## Estreias
No dia 28 de junho de 2022, “Depois Daquela Festa” fez sua estreia na televisão, pelo canal Telecine Touch. O filme foi exibido às 21:35, integrando uma programação especial em comemoração ao Dia Internacional do Orgulho LGBTQIA+.

## Festivais e Prêmios
| Ano  | Festival                                                    | País           | Prêmio                                                      | Ref                                                                                                  |
| ---- | ----------------------------------------------------------- | -------------- | ----------------------------------------------------------- | --- |
| 2019 | 37° Reeling Chicago LGBTQ+ International Film Festival      | Estados Unidos |                                                             | Estreia Mundial                                                                                      |
| 2019 | 32° Out On Film Atlanta’s LGBTQ Film Festival               | Estados Unidos | Prêmio do Público de Melhor Curta Internacional             | |
| 2019 | 26° Pride Pictures                                          | Alemanha       |                                                             | |
| 2019 | 22° Outflix LGBT Film Festival                              | Estados Unidos | Prêmio do Público de Melhor Curta Internacional             | |
| 2019 | 23° Perlen Queer Film Festival                              | Alemanha       |                                                             | |
| 2019 | 15° Orlando Film Festival                                   | Estados Unidos | Indicado ao prêmio de Melhor Curta                          | |
| 2019 | 8° Outreels Cincinnati                                      | Estados Unidos |                                                             | |
| 2019 | 27° Festival Mix Brasil de Cultura da Diversidade           | Brasil         |                                                             | |
| 2019 | 12° Omovies Film Festival Napoli                            | Itália         |                                                             | |
| 2019 | 14° Comunicurtas                                            | Brasil         | Prêmio de Melhor Ator – Lucas Drummond (Mostra Tropiqueers) | |
| 2020 | 33° Tels Quels LGBTQ+ Short Film Festival                   | Bélgica        |                                                             | |
| 2020 | 9° Pink Life QueerFest                                      | Turquia        |                                                             | |
| 2020 | 3° Mawjoudin Queer Film Festival                            | Tunísia        |                                                             | |
| 2020 | 34° BFI Flare London LGBTQ+ Film Festival                   | Reino Unido    |                                                             | Além de integrar a seleção oficial do festival, foi convidado para integrar o Five Films For Freedom |
| 2020 | 17° Oufest Perú                                             | Peru           |                                                             | |
| 2020 | 17° Damn These Heels LGBTQ+ Film Festival                   | Estados Unidos |                                                             | |
| 2020 | 11° Kashish Mumbai International Queer Film Festival        | Índia          |                                                             | |
| 2020 | 36° Wicked Queer Boston LGBTQ+ Film Festival                | Estados Unidos |                                                             | |
| 2020 | 31° Honolulu Rainbow Film Festival                          | Estados Unidos |                                                             | |
| 2020 | 22° Outshine Miami LGBTQ+ Film Festival                     | Estados Unidos |                                                             | |
| 2020 | 27° Q films Long Beach LGBTQ Film Festival                  | Estados Unidos | Prêmio do Público de Melhor Curta                           | |
| 2020 | 12° Fargo-Moorhead LGBT Film Festival                       | Estados Unidos |                                                             | |
| 2020 | 23° Roze Filmdagen                                          | Holanda        |                                                             | |
| 2020 | 1° CIndie Festival                                          | Brasil         |                                                             | |
| 2020 | 12° Cinema Diverse: Palm Springs LGBTQ+ Film Festival       | Estados Unidos |                                                             | |
| 2020 | 30° Inside Out                                              | Canadá         |                                                             | |
| 2020 | 33° Out Film Connecticut LGBTQ Film Festival                | Estados Unidos | Prêmio do Público de Melhor Curta                           | |
| 2020 | 8° Proud! Film Festival                                     | Dinamarca      |                                                             | |
| 2020 | 6° Scottish Queer International Film Festival               | Escócia        |                                                             | |
| 2020 | 28° Image Out Rochester LGBTQ+ Film Festival                | Estados Unidos |                                                             | |
| 2020 | 18° Way Out West Film Fest                                  | Estados Unidos |                                                             | |
| 2020 | 29° Bent Sacramento LGBTQ Film Festival                     | Estados Unidos |                                                             | |
| 2020 | 18° Florence Queer Film Festival                            | Itália         |                                                             | |
| 2020 | 27° Reel Affirmations                                       | Estados Unidos |                                                             | |
| 2020 | 16° Festival de Cine LesBiGayTrans do Paraguai              | Paraguai       |                                                             | |
| 2020 | 24° Mix México                                              | México         |                                                             | |
| 2020 | 12° Reel Out Charlotte LGBTQ+ Film Festival                 | Estados Unidos |                                                             | |
| 2020 | 5° DIGO – Festival da Diversidade de Goiás                  | Brasil         |                                                             | |
| 2020 | 26° Qflix Philadelphia LGBTQ+ Film Festival                 | Estados Unidos |                                                             | |
| 2020 | 23° Fancinegay Festival de Cine LGBTQ+ de Extremadura       | Espanha        |                                                             | |
| 2020 | 24° Outsouth Queer Film Festival                            | Estados Unidos |                                                             | |
| 2020 | 7° Playa Del Carmen International Queer Film Festival       | México         |                                                             | |
| 2020 | 33° Image+Nation                                            | Canadá         |                                                             | |
| 2020 | 22° Pink Apple Film Festival                                | Suíça          |                                                             | |
| 2020 | 16° Face à Face                                             | França         |                                                             | |
| 2020 | 31° Hong Kong Lesbian and Gay Film Festival                 | Hong Kong      |                                                             | |
| 2020 | 36° Schwule Filmwoche Freiburg                              | Alemanha       |                                                             | |
| 2020 | 15° Reel Desires Chennai International LGBTQ+ Film Festival | Índia          |                                                             | |
| 2020 | 14° Slovak Queer Film Festival                              | Eslováquia     |                                                             | |
| 2020 | 22° Thessaloniki International LGBTIQ Film Festival         | Grécia         |                                                             | |
| 2020 | 2° Amor es Amor Córdova LGBT+ Film Festival                 | Argentina      | Menção Honrosa                                              | |
| 2020 | 22° Reelout Kingston Queer Film Festival                    | Canada         |                                                             | |
| 2020 | 14° Shropshire Rainbow LGBT Film Festival                   | Reino Unido    |                                                             | |
| 2020 | 16° Andalesgai                                              | Espanha        |                                                             | |
| 2020 | 20° Cinhomo                                                 | Espanha        |                                                             | |
| 2020 | 14° Serile Filmului Gay International Film Festival         | Romênia        |                                                             | |
| 2020 | 8° Vercine – Festival de Cinema da Baixada Fluminense       | Brasil         |                                                             | |
| 2020 | 12° ShanghaiPride Film Festival                             | China          |                                                             | |
| 2020 | 7° MoDiVe-Se – Mostra da Diversidade Sexual de Campinas     | Brasil         |                                                             | |
| 2020 | 4° Diverso Cinema                                           | Colômbia       |                                                             | |
| 2021 | Brazilian International Monthly Independent Film Festival   | Brasil         | Prêmio de Melhor Atriz – Mel Carvalho                       | |

Em agosto de 2020, o filme recebeu Prêmio de Excelência com Menção Honrosa, no IndieFEST Film Awards, em San Diego, nos Estados Unidos. O júri descreveu o curta como “uma encantadora e pungente história sobre um filho que vê seu pai beijando outro homem em meio a uma festa e sua luta por encontrar uma forma de conversar com ele a respeito. Personagens deliciosos ganham vida através de um talentoso elenco e a hábil direção de Caio Scot!”